# Кумарейское муниципальное образование
Кумарейское муниципальное образование — муниципальное образование со статусом сельского поселения в Балаганском районе Иркутской области России.
Административный центр — посёлок Кумарейка.

## Демография
По результатам Всероссийской переписи населения 2010 года
численность населения муниципального образования составила 1070 человек, в том числе 534 мужчины и 536 женщин.
| 2010 | 2011  | 2012  | 2013  | 2014  | 2015 | 2016 |
| ---- | ----- | ----- | ----- | ----- | ---- | ---- |
| 1070 | →1070 | ↘1039 | ↘1036 | ↘1014 | ↘999 | ↘989 |
| 2017 |       |       |       |       |      |      |
| ↗991 |       |       |       |       |      |      |

## Исчезнувшие населённые пункты
- Горный Куй